# Bloembekleedsel

Diagram van een bloem; het periant (bloemdek) bestaat uit kelk- en kroonbladen

De bloembekleedselen (periant of perianthium) van een bloem worden samen gevormd door de kelk- (calyx) en kroonbladen (corolla), waarbij er een duidelijk onderscheid is tussen kelk- en kroonbladen. Het zijn de steriele delen van de bloem. Ze staan ingeplant op de bloembodem. Zijn de kelk en kroon niet in kleur en bouw van elkaar te onderscheiden, dan wordt het een bloemdek genoemd.
Jung gebruikte de term periant in 1678 alleen voor de kelk, evenals Ray in 1682 en Linnaeus in 1751. Mirbel gebruikte de term in 1815 in de huidige betekenis.
De bloembekleedselen beschermen de fertiele delen van de bloem in het knopstadium. Ook kunnen ze tijdens de bloei bestuivers voor de bestuiving aantrekken. Ook bloemen zonder bloembekleedselen komen voor, bijvoorbeeld bij zegges.

## Periantvormen
Er worden verschillende periantvormen onderscheiden:
- Heterochlamydeïsch: kelk- + kroonbladen aanwezig
- Homochlamydeïsch: alleen kelkbladen of alleen kroonbladen aanwezig, zoals bij tulp en iep.
- Haplochlamydeïsch (of monochlamydeïsch): één krans aanwezig, zoals bij de iep.
- Diplochlamydeïsch: twee kransen aanwezig, zoals bij de tulp.
- Achlamydeïsch: periant afwezig. Bloemen zijn naakt, zoals bij de wilg en es.

Zijn de kelkbladen met elkaar vergroeid, dan wordt dit synsepalie genoemd; zijn de kroonbladen met elkaar vergroeid, dan heet dit sympetalie.

Periantvormen
Heterochlamydeïsch
Homochlamydeïsch
Haplochlamydeïsch
Achlamydeïsch

## Corona
De corona (paraperigonium, bijkroon of paracorolla) is een extra structuur bij sommige planten, zoals bij Narcissus, Passiflora (passiebloem), sommige Hippeastrum of Liliaceae). Bij sommige anjers wordt de corona of bijkroon gevormd door een tongvormige, soms gelobde uitgroei (ligula) van de kroonbladen. Maar de corona kan ook worden gevormd door verbreding aan de basis van vergroeide meeldraden (bijvoorbeeld bij narcissen). Een corona kan ook gevormd worden door de stralenkrans die zich in de bloemkroon van de passiebloemfamilie bevindt en gewoonlijk bestaat uit talrijke draadvormige staminodiën (steriele meeldraden). 

Bloembekleedselen met corona
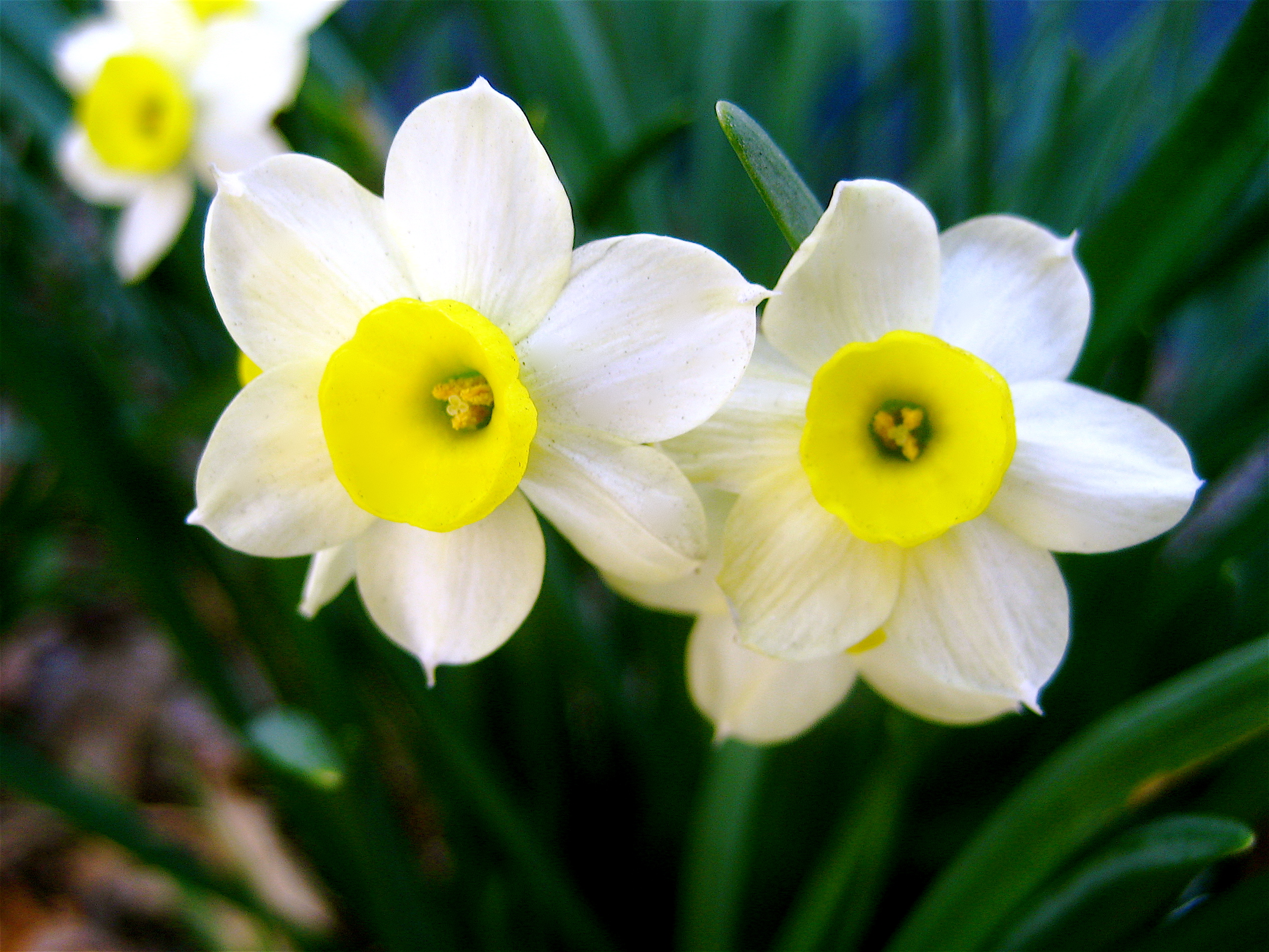
Narcissus met een buitenste wit bloemdek met een centrale gele corona (bijkroon, paraperigonium)
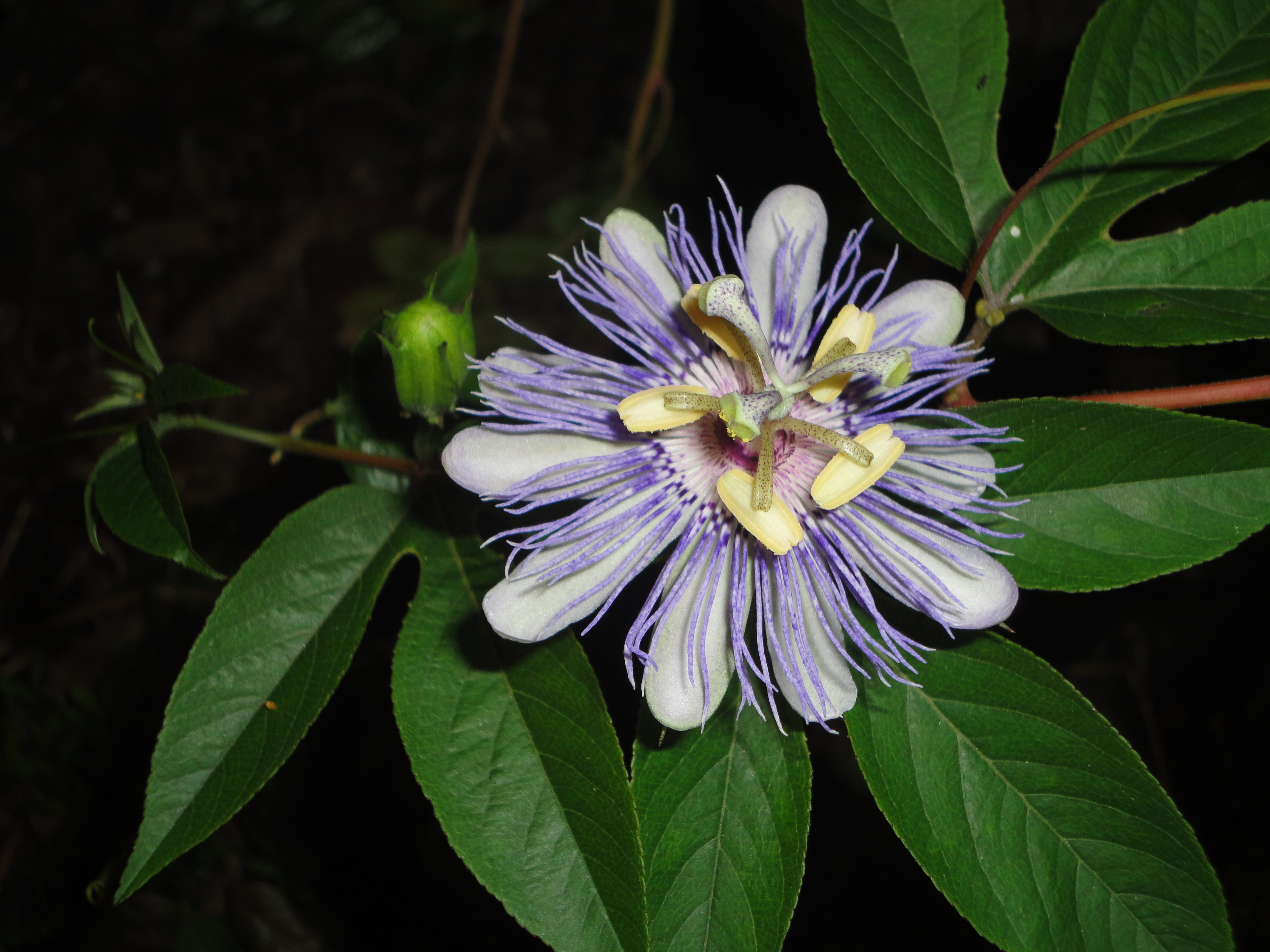
Passiflora incarnata met corona van fijne aanhangsels tussen kroonbladen en meeldraden

## Pappus
Het pappus van Asteraceae (composietenfamilie) wordt beschouwd als een gemodificeerde kelk. 
Als het pappus de vorm heeft van een kroontje, wordt ook wel een corona genoemd.